# Varanus salvadorii
Varanus salvadorii, também conhecido pelos nomes Varano-de-Salvadori, Lagarto-de-Salvadori ou Crocodilo das árvores é uma espécie de lagartos da família Varanidae.
O lagarto-monitor é conhecido por alcançar mais de 3m de comprimento. Muitos o consideram o maior lagarto do mundo, mesmo maior que o de dragão-de-komodo, apesar de este ser muito mais pesado.
Como todos os outros lagartos monitores da família Varandae, o lagarto monitor pode ser identificado por sua longa língua bifurcada, e os únicos outros répteis com essa característica são as cobras. Possui longos afiados dentes, é um habitante tanto do solo quanto das árvores.
O lagarto monitor é encontrado exclusivamente no sul da Nova Guiné, e é um animal dócil que pode ser facilmente domesticado.
Seu epíteto específico salvadorii é uma homenagem ao zoólogo italiano Tommaso Salvadori.
Obs:   Embora o lagarto monitor seja o maior lagarto do mundo, dois terços do seu tamanho é composto pela cauda.